# Acampsis alternipes
Acampsis alternipes är en stekelart som först beskrevs av Christian Gottfried Daniel Nees von Esenbeck 1816.  Acampsis alternipes ingår i släktet Acampsis och familjen bracksteklar. Arten är reproducerande i Sverige. Inga underarter finns listade i Catalogue of Life.